# Бистрик (Вінницький район)
Би́стрик — село в Україні, у Погребищенській міській громаді Вінницького району Вінницької області. Населення становить 82 особи.

## Географія
Село займає територію 0,090 км². Селом протікає річка Бистрик, права притока Оріховатки (притока Росі, басейн Дніпра). На річці Бистрику, як в межах села, так і поза його межами, облаштовано кілька ставків.

## Адміністративна приналежність
Наприкінці 18 століття село входило до складу Київського воєводства Речі Посполитої. У другій половині 19 століття село входило до складу Бабинецької волості Сквирського повіту Київської губернії.

## Історія
Село було заселено (вдруге[джерело?][уточнити]) наприкінці 18 століття за Стефана Любовицького, який володів також сусідніми Бабинцями. Пізніше Любовицький продав село Войцеху Бистриновському. У 1812 році Бистрик перейшов до його зятя Ігнатія Скупського, а від нього сину Бальтазару. До 1793 року, тобто до другого поділу Речі Посполитої, територія, на якій розташоване село, була у складі Речі Посполитої.
У 1821 році Ігнатій Скупський побудував в селі римо-католицьку муровану церкву і утримував при ній священика за рахунок прибутків з маєтку, який щоденно здійснював службу. У цьому костелі була ікона Божої Матері, що вважалася чудотворною серед римських католиків.
У середині 19 століття Бистрик називався «новохвастівським» (через сусідство з Новохвастовом), на відміну від інших Бистриків. У 1864 році тут проживало близько 300 осіб, серед яких було до 40 католиків і 15 євреїв. Місцеві православні відносилися до парафії в селі Бабинцях. Землі лічилося в тутешньому маєтку 720 десятин. Біля села були розташовані Іовицький ліс та Барабашева могила, що про них мешканці села розповідали перекази.
У 1900 році в селі було 76 дворів, тут мешкало 322 особи, з них чоловіків — 163, жінок — 159. Основним зайняттям селян було землеробство. Поштово-телеграфна станція була на хуторі Босий Брод, поштова (земська) — в селі Бабинцях. В селі лічилося землі 759 десятин, з яких належало поміщикові 483 десятини, селянам — 276 десятин. Маєток в селі належав П. М. Врочинському. Господарство у маєтку вів орендар К. Ф. Крачкевич за трипільною системою, так само як й селяни. В селі була 1 каплиця, 1 початкова школа, 1 водяний млин й 1 кузня. Пожежний обоз складався з 3 бочок й 11 багрів.
Під час Другої світової війни у другій половині липня 1941 року село було окуповане німецько-фашистськими військами. У лютому 1943 року окупаційна влада наклала штраф на село Бистрик у розмірі 60 тис. крб. за забій худоби. Червоною армією село було зайняте 1 січня 1944 року.
12 червня 2020 року, відповідно до розпорядження Кабінету Міністрів України № 707-р «Про визначення адміністративних центрів та затвердження територій територіальних громад Вінницької області», увійшло до складу Погребищенської міської громади.
19 липня 2020 року, в результаті адміністративно-територіальної реформи та ліквідації Погребищенського району, село увійшло до складу Вінницького району.

## Населення
За даними перепису 2001 року кількість наявного населення села становила 80 осіб, із них 98,78 % зазначили рідною мову українську, 1,22 % — російську.
| Рік            | ~1864 | 1897 | ~1900 | 1989 | 2001 |
| -------------- | ----- | ---- | ----- | ---- | ---- |
| Кількість осіб | 300   |      | 332   | 80   | 81   |

## Пам'ятки
В селі розташована каплиця 1821 року побудови, що тепер є православним храмом Іоанна Богослова. Церква є пам'яткою архітектури.
У 1968 році в селі встановлено Пам'ятник 25 воїнам-односельчанам, загиблим на фронтах Великої Вітчизняної війни. Пам'ятник розташований біля клубу.
У 1992 році на кладовищі встановлено Пам'ятник жертвам голодомору.